# Szalmeterol
A szalmeterol szelektív, hosszú hatású β2 adrenoceptor agonista, amelynek hosszú oldallánca a receptor külső feléhez kötődik. Ezen farmakológiai tulajdonságai következtében a szalmeterol jobban kivédi a hisztaminnal kiváltott bronchusgörcsöt, és tartósabb, legalább 12 órán át tartó bronchodilatációt biztosít, mint az ajánlott adagolásban alkalmazott hagyományos, rövid hatású 2-agonisták. 
Emberben a szalmeterol gátolja a belélegzett allergén által kiváltott rövid- és hosszútávú hatásokat; ez utóbbiakat akár a bevételét követő 30 órán keresztül is, amikor a bronchodilatációs hatás már nincs is jelen. 
Már egyszeri szalmeterol adag is csökkenti a bronchialis hyperreaktivitást. A fenti tulajdonságok jelzik, hogy a szalmeterol rendelkezik egy nem bronchodilatátor aktivitással is, de ennek klinikai jelentősége még nem teljesen egyértelmű.
A hatásmechanizmus különbözik a kortikoszteroidok gyulladásgátló hatásától, amelyek adását tehát sem felfüggeszteni, sem megszüntetni nem szabad a szalmeterol kezelés beindításakor. A szalmeterolt COPD-vel járó állapotok kezelésével kapcsolatban is vizsgálták, és bebizonyosodott, hogy javítja mind a tüneteket és a tüdőfunkciót, mind a beteg életminőségét. 
A szalmeterol β2-agonistaként hat a betegség reverzibilis komponensére. A szalmeterol in vitro kísérletekben növelte az emberi tüdőben található epithelium sejtek ciliáris mozgásának frekvenciáját, és csökkentette a pseudomonas toxin bronhialis epitheliumra gyakorolt acidotoxikus hatását cisztikus fibrózisban szenvedő betegekben.

## Készítmények
- SERETIDE
- SEREVENT
- SEREVENT DISKUS
- SEREVENT EVOHALER
- SEREVENT ROTADISKS
- THOREUS DISKUS

## Fordítás
- Ez a szócikk részben vagy egészben  a   Salmeterol című angol Wikipédia-szócikk fordításán alapul.  Az eredeti cikk szerkesztőit annak laptörténete sorolja fel. Ez a jelzés csupán a megfogalmazás eredetét és a szerzői jogokat jelzi, nem szolgál a cikkben szereplő információk forrásmegjelöléseként.